# 八木米次
八木 米次（やぎ よねじ、1913年（大正2年）5月17日 - 1992年（平成4年）12月5日）は、日本の政治家である。兵庫県西宮市長。兵庫県西宮市出身。息子は紙すき職人の八木米太朗。

## 略歴
昭和高等商業学校（現大阪経済大学）卒業。1951年から8期にわたり西宮市議会議員を務め、議長も歴任。
1980年11月の西宮市長選挙に立候補し当選。3期12年にわたり市長を務め、全国初となる24時間ドクターカー制度の設置や、兵庫イアーバンクに整備など多くの業績を残した。
また、JR宝塚線西宮名塩駅設置にも貢献し、同駅の駅前広場には、記念碑がある。
従四位、勲三等旭日中綬章を受章。